# Claude Lafortune

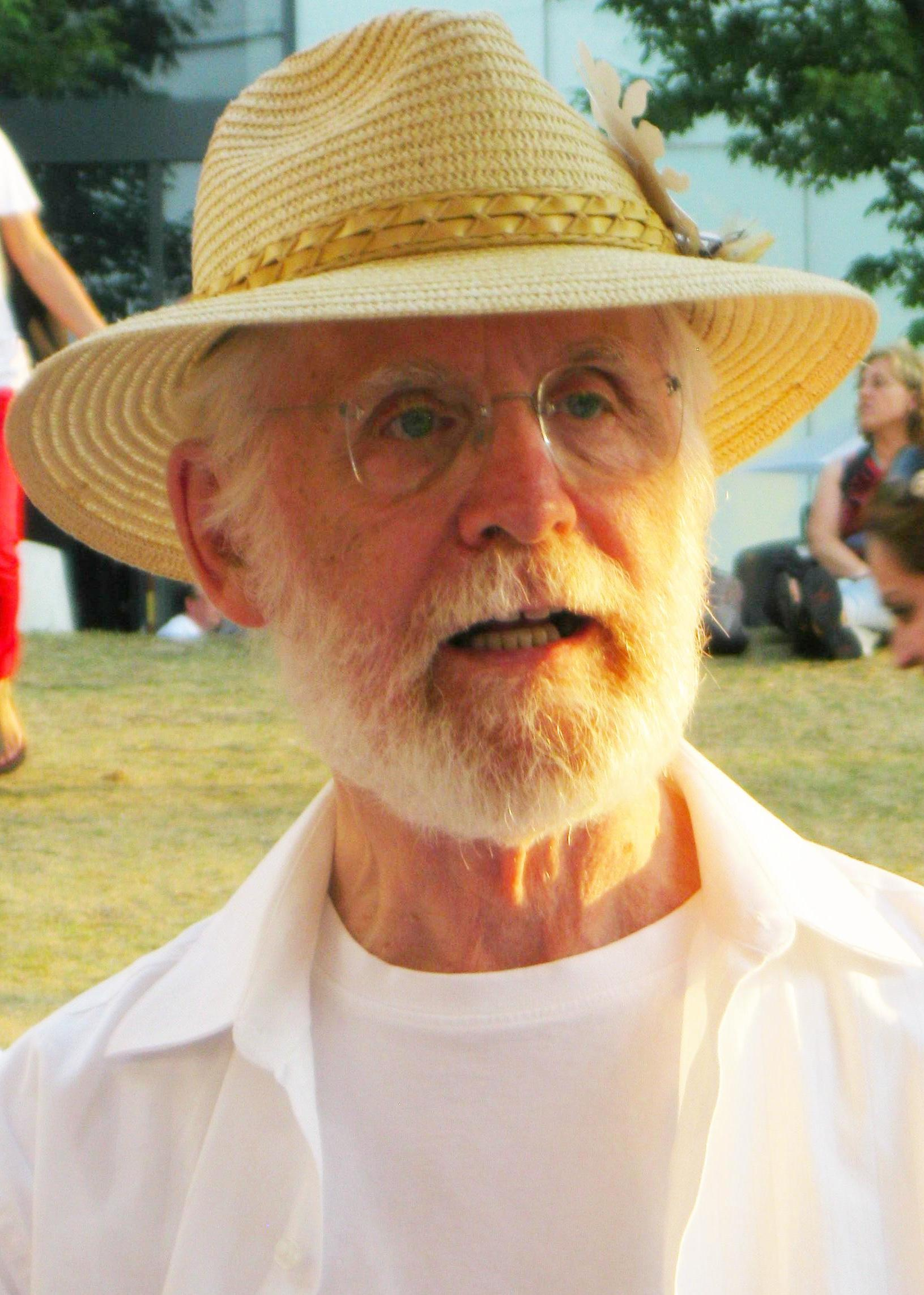
Claude Lafortune (2012)

Claude Lafortune (* 5. Juli 1936 in Montreal, Québec; † 19. April 2020 in Longueuil, Québec) war ein kanadischer Bildhauer, Papierkünstler, Bühnenbildner und eine Fernsehpersönlichkeit.

## Biografie
Als Absolvent der École des beaux-arts de Montréal arbeitete Lafortune an vielen Grafikdesignprojekten mit, bevor er für seine Papierkunst berühmt wurde.
Er hatte eine Ausstellung über seine Papierkunst mit dem Titel Colle, papier, ciseaux im Musée des Cultures du Monde (deutsch: „Museum der Weltkulturen“) in Nicolet, Québec. Die Ausstellung reiste nach Longueuil, Montreal, Terrebonne, Salaberry-de-Valleyfield, Lachine, Chicoutimi, Bonaventure, La Malbaie und New Brunswick.
Lafortune starb am 19. April 2020 in Longueuil, Québec, nachdem er sich während der COVID-19-Pandemie in Kanada mit SARS-CoV-2 infiziert hatte. Sein Leben und Werk ist das Thema von Tanya Lapointes Dokumentarfilm „Lafortune en papier“ (deutsch: „Lafortune in Papier“) aus dem Jahr 2020.

## Preise
- Prix de littérature de jeunesse des Canada Council (1977)
- Prix Anik der Canadian Broadcasting Corporation (1978)
- Preis der Internationalen Vereinigung der Druckereihandwerker (1982)
- Preis der Association Nationale des téléspectateurs (1982)
- Anerkennungspreis des Office des communications sociales für sein Fernseh-Gesamtwerk (1988)
- Prix d’excellence de l’Alliance pour l’enfant et la télévision (1992)
- Prix Gémeaux der Academy of Canadian Cinema & Television (1994)
- Prix spécial de l’Alliance pour l’enfant et la télévision für sein Gesamtwerk (1995)
- Prix Paul-Blouin von Ici Radio-Canada Télé (2000)
- Trophée le Masque für La très belle histoire de Noël (2002)
- Ehrenbürger der Stadt Longueuil (2016)
- Docteur honoris causa der Université du Québec à Montréal
- Goldmedaille des Vizegouverneurs von Québec (2018)

## Fernsehauftritte
- La Ribouldingue (1968–1971)[5]
- Sol et Gobelet (1968–1971)[5]
- Du soleil à cinq cent (1973–1976)
- L’Évangile en papier (1975–1976)[6]
- La Bible en papier (1976–1977)
- Es-tu d’accord? (1976–1977)[7]
- L’Église en papier (1977–1978)
- Québékio (seit 1980)
- La acidis verte Nicole et Pierre (1986–1988)
- Parcelles de Soleil (1988–2000)

## Filmographie
- IXE-13  von Jacques Godbout. (Art director und Kulissenbau).

## Bühnentheater (als Kulissenbauer)
- Naive Hirondelles (1965)
- Ballade pour un Révolutionnaire (1965)
- La grosse tête (1969)
- La très belle histoire de Noël (2001–2006)
- Don Quichotte (2009)